# 骑马下海的人

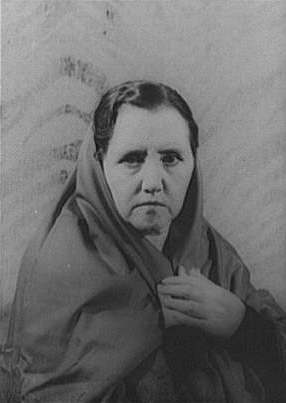
萨拉·奥尔古德飾演的毛利亚，1938年

《骑马下海的人》（Riders to the Sea）是爱尔兰剧作家约翰·沁孤的作品。1904年2月25日由爱尔兰国家戏剧协会於都柏林Molesworth礼堂首演。该剧是独幕剧，场景设定在阿伦群岛。

## 剧情
毛利亚的丈夫、丈人和五个儿子都葬身大海。儿子巴特里不顾母親的哀求，要渡海到孔涅拉马卖马。毛利亚预言她的儿子回不来，女儿们责骂她乌鸦嘴。毛利亚为子祈祷，女儿们在海边认出死者衣物正是哥哥的。邻居们抬回巴特里的尸体，毛利亚已经流不出泪水了。

## 剧本
- Riders to the Sea 英文版 （页面存档备份，存于）